# Departamento de Trenel
Departamento de Trenel är en kommun i Argentina.   Den ligger i provinsen La Pampa, i den centrala delen av landet, 500 km väster om huvudstaden Buenos Aires.
Trakten runt Departamento de Trenel består till största delen av jordbruksmark. Runt Departamento de Trenel är det mycket glesbefolkat, med 2 invånare per kvadratkilometer.